# Ясін (Великопольське воєводство)
Ясін (пол. Jasin, нім. Ebenfeld) — село в Польщі, у гміні Сважендз Познанського повіту Великопольського воєводства.
Населення — 1220 осіб (2011).
У 1975-1998 роках село належало до Познанського воєводства.

## Демографія
Демографічна структура станом на 31 березня 2011 року:
|          | Загалом | Допрацездатний вік | Працездатний вік | Постпрацездатний вік |
| -------- | ------- | ------------------ | ---------------- | -------------------- |
| Чоловіки | 599     | 142                | 421              | 36                   |
| Жінки    | 621     | 148                | 377              | 96                   |
| Разом    | 1220    | 290                | 798              | 132                  |